# 鈴木大地 (野球)
鈴木 大地（すずき だいち、1989年8月18日 - ）は、静岡県駿東郡小山町出身のプロ野球選手（内野手、外野手）。右投左打。東北楽天ゴールデンイーグルス所属。
2012年から2019年までは、千葉ロッテマリーンズに在籍。在籍中には、2014年から2017年までチームキャプテン、2019年に選手会長を務めた。2019年のシーズン終了後に、国内FA権の行使によって楽天へ移籍。

## 経歴

### プロ入り前
小山町立足柄小学校時代に学童野球の北郷ファイターズへ所属すると、中学生時代には静岡裾野シニアでプレー。シニアへの入団当初は外野手だったが、2年から遊撃手に転向すると、全国大会にも出場した。当時のエースが神奈川県の桐蔭学園高等学校から硬式野球部の練習への参加を誘われていたことから、自身も練習への参加を志願。この練習をきっかけに、同校への入学を認められた。
桐蔭学園高校では、1年時の夏の神奈川大会からベンチ入りを果たした。2年時の秋から正遊撃手に定着したが、在学中は春夏ともに甲子園に出場できなかった。高校の同級生に、篠塚和典の息子で、Honda硬式野球部に所属する篠塚宜政や、中日ドラゴンズに在籍していた井領雅貴らがいる。

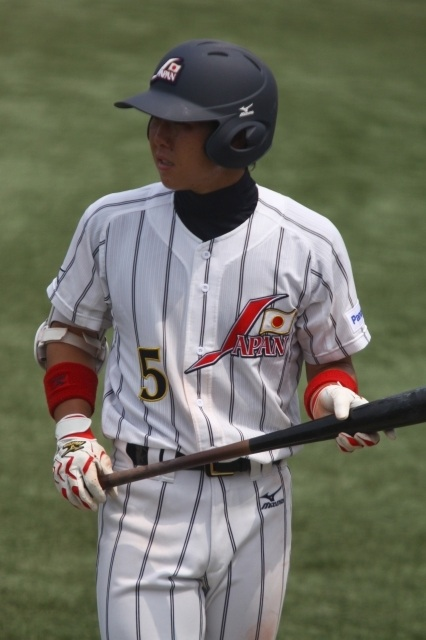
第5回世界大学野球選手権大会
（2010年、神宮球場にて）

高校からの卒業後に東洋大学経営学部経営学科へ進学すると、1年時の春から東都大学野球のリーグ戦に出場。守備範囲の広さと強肩を買われて、秋季リーグ戦から三塁手としてレギュラーに定着すると、3年生だった2010年の春季リーグ戦からは4番打者と副主将を任された。3年生が副主将に抜擢されたたのは創部以来初めてで、春季リーグ戦で
打率.340を記録すると、春秋連続でベストナインに選ばれた。4年時には、主将を務めながら遊撃手へ再び転向すると、遊撃手としても春秋連続でベストナインに選出。在学中には、5回のリーグ優勝と4回の全国制覇を経験したほか、リーグ戦通算で打率.288（301打数85安打）、3本塁打、29打点を記録した。さらに、2011年度には日本学生野球協会から「大学の部」で表彰された。同期生には、4年時に自身の下で副主将を務めた藤岡貴裕や、小田裕也がいる。
その一方で、3年時の春に広州アジア大会日本代表の1次候補へ入ると、夏の第5回世界大学野球選手権大会で日本代表に選出。背番号は5で、「1番（または3番）・三塁手」として、代表チームの銅メダル獲得に大きく貢献した。さらに、4年時の7月にアメリカで催された第38回日米大学野球選手権大会にも、日本代表の遊撃手や三塁手として出場した。
2011年10月27日に行われたドラフト会議では、藤岡を1位指名した千葉ロッテマリーンズから3位指名を受け、契約金7000万円、年俸1300万円（金額は推定）という条件で、藤岡と揃って入団した。背番号は35。入団会見では、一軍に1年間帯同することを目標に挙げた。スカウトの山下徳人からは、2010年を以て退団した西岡剛に代わってこの年外野手の荻野貴司がコンバートされたものの、怪我での離脱により穴埋めに失敗していた正遊撃手候補として、「ポスト西岡」という高い評価を受けた。

### ロッテ時代
2012年は、春季一軍キャンプのメンバーに抜擢されたが、キャンプ3日目にインフルエンザへの感染が判明。参加メンバーで最初のリタイアを余儀なくされたため、一軍公式戦へのデビューは6月2日の対中日ドラゴンズ戦（QVCマリンフィールド）8回裏での代走起用まで持ち越された。6月11日の対読売ジャイアンツ戦（東京ドーム）9回表に代打で出場すると、一軍公式戦での初安打を右翼フェンス直撃の二塁打で記録。一軍公式戦全体では62試合の出場で、本塁打を放てなかったが、打率.274を記録した。
2013年は、4月18日の対北海道日本ハムファイターズ戦（札幌ドーム）および、19日と20日の対東北楽天ゴールデンイーグルス戦でパシフィック・リーグ公式戦タイ記録の3試合連続適時三塁打を記録。この「3づくし」の記録を本拠地のQVCマリンフィールドで達成したことから、場内の売店では、「大地の恵み味噌ラーメン」（3種類の味噌、3枚のチャーシュー、3枚の海苔を添えたラーメン）や「大地カクテル」を期間限定メニューとして提供した。開幕当初に二塁手として26試合に出場しながら無失策で凌いだことから、4月25日の対埼玉西武ライオンズ戦（西武ドーム）以降はレギュラー遊撃手に定着。5月28日の対福岡ソフトバンクホークス戦では、プロ入り後初めて中継ぎで登板した藤岡を援護する勝ち越し適時三塁打を打ったことから、藤岡と共にチームの逆転勝利に貢献した。交流戦まで打率が3割を上回っていたほどの好調を背景に、オールスターゲームにはパ・リーグの監督推薦選手として初出場。7月20日の第2戦（神宮）では、「9番・二塁手」として先発に起用されると、第1打席で同ゲームの初安打を小川泰弘からの左中間二塁打で記録した。8月22日の対西武戦（QVC）では、3回裏の打席で井口資仁に続いて大石達也から満塁本塁打を打ったことから、日本プロ野球公式戦史上5度目の1イニング2満塁本塁打を記録した。チームが3連敗で迎えた9月6日の同カードでは、当時の監督だった伊東勤の打開策で、プロ入り後初めて4番打者に起用されている。一軍公式戦全体では、チームの選手でただ1人全144試合に出場すると、チームタイ記録のシーズン11三塁打を記録。さらに、規定守備試合数に達した遊撃手でリーグトップの守備率（.983）を記録したことから、パ・リーグの遊撃手部門で初めてベストナインに選ばれた。なお、シーズンの終了後には、背番号を西岡の退団以降空き番となっていた7に変更。大学3年時から交際していた一般女性との結婚も発表した。
2014年は、入団3年目ながら、監督の伊東からチームのキャプテンに任命された。レギュラーシーズンの序盤は、新外国人のルイス・クルーズが主に遊撃手として起用されていたため、二塁手としての先発出場が増えた。打率は中々上がらなかったが、6月に球団記録タイとなる3試合連続での猛打賞を記録するなど調子を上げ、監督推薦により2年連続でオールスターゲームにチームで唯一選出された。後半戦はポジションも遊撃手に固定され（クルーズは二塁手）、シーズン終盤には3番打者として起用されるようになった（このシーズンは、1番打者として11試合、2番打者として83試合、3番打者として25試合に先発出場）。2年連続で全試合出場を達成し、打率は自己最高の.287を記録した。
2015年は、開幕から遊撃手のポジションで、主に2番打者（55試合）、7番打者（61試合）として起用された。打率は.263と前シーズンより落としたが、本塁打は6本と自身最高の成績を残した。
2016年は、開幕から特に打撃面で好調を示し、8月9日の東北楽天戦までは、打率3割を維持していた。主に6番打者（71試合）、7番打者（53試合）として出場したが、ヤマイコ・ナバーロの打撃不振もあり、5番打者でも11試合に先発出場した。最終的には、全試合で先発出場を果たし、打率.285の成績で、シーズンを終えた。自身3回目のオールスターゲーム出場、遊撃手として自身2回目のベストナイン受賞を果たすなど、充実のシーズンとなったが、この年にドラフト1位として入団した平沢大河の先発起用などのチーム事情もあり、三塁手として9試合、二塁手として2試合の先発出場があった。12月27日に、2000万円アップの年俸1億円で契約更改をして、大卒5年目での「1億円プレイヤー」となった。
2017年は、春季キャンプイン前日の1月31日に、伊東から直々に二塁手へのコンバートを通告。シーズン中には、一時4番打者を任されるなど、打線が低調なチームにあって主に打線の中軸を任された。「コンバートで守備の負担が減ることによって、打撃に良い影響を生み出す」という伊東の意図に沿う格好で、一時は打率が3割台に到達。シーズン終盤に調子を落とした影響で、通算打率は自己最低の.260に終わったが、プロ入り後初めて本塁打数を2桁に乗せた。同年に井口資仁の引退試合となった9月24日の対日本ハム戦では3-3の同点で迎えた延長12回一死二・三塁の打席で白村明弘からサヨナラ安打を放ち、井口の引退に花を添えた。また、リーグ最多の死球と自己最高のOPSも記録。守備面では、コンバート1年目ながら、パ・リーグの二塁手部門でゴールデングラブ賞を初めて受賞した。
2018年は、前年に三塁手として台頭した中村奨吾とポジションを入れ替える格好で、大学時代のメインポジションだった三塁手へ転向。チームが前年にパ・リーグで6年ぶりの最下位に終わったことを背景に、伊東に代わって一軍の監督へ就任した井口が内野陣の守備力を向上させる方針を打ち出したことから、レギュラー級の内野手としては異例の2年連続コンバートに至った。しかし公式戦では、主に二塁を守っていた前年から倍増の10失策を記録するほど、三塁の守備に苦戦。三遊間を組んだ新人の藤岡裕大と並んで全143試合に出場しながら、終盤に三塁の守備要員と交代する試合が相次いだ。さらに、打率は.266と前年から若干向上したものの、本塁打は8本、打点は49にとどまった。なお、この年はチームの方針でキャプテン制度が廃止されていたが、シーズンの終了後には角中勝也から選手会長の座を引き継いでいる。
2019年は、高卒2年目の安田尚憲を一軍公式戦の開幕から三塁手に抜擢することを井口が計画していたため、オープン戦までは、安田や日本ハムから移籍したブランドン・レアードとの間でレギュラー三塁手の座を争った。結局、長打力に勝るレアードが開幕から三塁手として先発で出場したため、自身は開幕一軍入りを果たしながら開幕戦への欠場を余儀なくされた。しかし、レギュラー一塁手の井上晴哉が打撃不振に陥ったため、開幕2カード目から一塁手として先発に起用。5月17日の対楽天戦（ZOZOマリンスタジアム）では7回二死満塁の打席で約6年ぶりの満塁本塁打を放った。同月29日の対日本ハム戦（札幌ドーム）では、「2番・左翼手」としての先発出場で、「実戦では中学2年時（2003年）以来」という外野守備を経験した。その直後に開幕したセ・パ交流戦では、内外野の守備で複数のポジションをこなしながら全18試合に出場。NPB全12球団の選手で最も多い28安打、54塁打、交流戦の規定打席に到達した70選手の中で最も高い長打率.711、70選手中2位の打率.368を記録する活躍でパ・リーグの日本生命賞を受賞した。6月は1日の対西武戦（ZOZOマリンスタジアム）で7-7の同点で迎えた延長10回二死一・二塁の打席でサヨナラ安打、16日の対中日戦（ZOZOマリンスタジアム）でもサヨナラ安打を放ったが、これが自身シーズン3度目のサヨナラ打となり、1人の選手がシーズンで3度サヨナラ打を放つのはロッテでは55年ぶり3人目であった。さらに、交流戦が催された6月には、パ・リーグの打者部門で月間MVPを初めて受賞。オールスターゲームにも、同リーグの監督推薦選手として、内野手登録で出場した。シーズン通算では、一軍公式戦140試合に出場。89試合で一塁、40試合で三塁、9試合で外野、9試合で二塁、4試合で遊撃の守備に就く一方で、リーグの最終規定打席に到達するとともに、リーグ8位の打率.288、15本塁打、68打点と奮闘した。

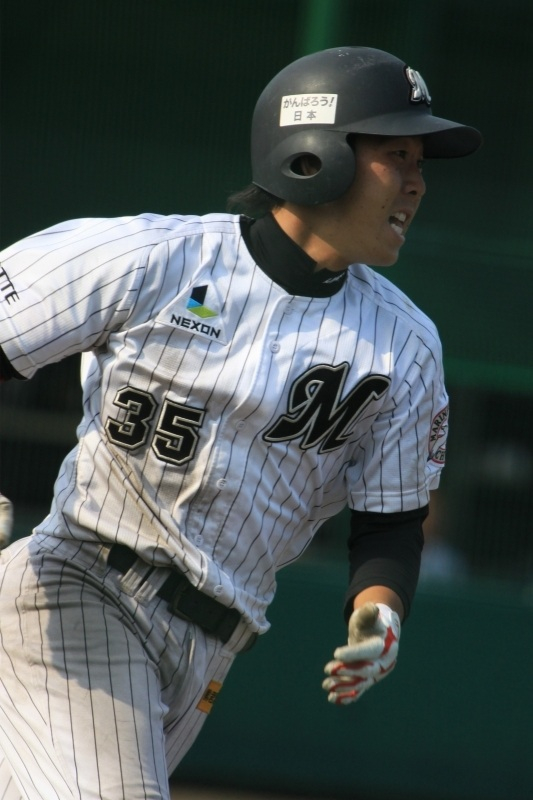
ロッテ時代
（2012年、ロッテ浦和球場にて）

なお、2019年のシーズン中に国内FA権の取得要件を満たしたことから、シーズン終了後に権利を行使することを宣言。11月2日付で、NPBからフリーエージェント宣言選手として公示された。ロッテ球団ではFA権の行使を宣言した選手の残留を認めているため、宣言当初はNPB他球団への移籍を想定していなかったが、実際には公示後に楽天と巨人から獲得のオファーを受けた。

### 楽天時代
2019年11月18日に、東北楽天ゴールデンイーグルスへの入団が発表され、同27日に、NPBから正式に公示された。楽天との契約期間は4年間で、期間中の年俸総額は推定7億円。背番号は、ロッテ時代と同じく7。なお、鈴木の移籍に伴って、この年に背番号7で入団した辰己涼介は背番号を8に変更した。また、FA権の行使に関するNPBの規約で楽天球団からロッテ球団への補償義務が生じたため、楽天からの人的補償選手として右投手の小野郁がロッテへ移籍した。
2020年は、開幕戦となった6月19日のオリックス・バファローズ戦（京セラドーム大阪）で1-1の同点で迎えた8回無死満塁の打席で神戸文也から移籍後初安打となる決勝2点適時打を放ち、通算1000安打を達成した。同月30日の古巣の対ロッテ戦（楽天生命パーク宮城）では2回一死一・二塁の打席で中村稔弥から移籍後初本塁打となる3点本塁打を放った。8月には楽天の球団記録を更新する月間41安打を記録。新型コロナウイルスの感染拡大の影響でシーズンが縮小された中、全120試合に出場し、キャリアハイとなる打率.295を記録した。三塁手として88試合に出場し、4失策でリーグトップの守備率.978を記録。三塁手のポジションとしては初のベストナインとゴールデングラブ賞に選出された。複数ポジションでのゴールデングラブ賞の受賞は、パ・リーグでは10人目であった。
2021年は主に「2番・一塁手」としてチームで唯一全143試合に先発出場を果たした。シーズン後半では5番に座ることも増えて、守備面では一塁手として試合数、刺殺数、補殺数いずれもリーグトップの数字を記録した。
2022年は開幕から打撃の状態が上がらず、4月17日の対ソフトバンク戦（平和リース球場）では楽天移籍後初めてスタメンを外れた。最終的に規定打席に到達して、9月24日の対オリックス戦（楽天生命パーク宮城）で2回一死無走者の打席で山本由伸から安打を放ち、10年連続シーズン100安打を達成したが、125試合に出場、打率.257、5本塁打、35打点という成績に終わった。オフの12月1日の契約更改では4年契約の最終年で現状維持の推定年俸2億円でサインした。
2023年は楽天移籍後初めて開幕一軍入りを逃したが、4月14日に一軍に昇格し、以降はシーズン終了まで一軍に帯同した。9月5日に海外FA権を取得。例年よりスタメンを外れる機会が増え代打での起用が増加したが、代打成績では打率.343、1本塁打、5打点と好成績を残した。最終成績は101試合に出場、打率.244、5本塁打、27打点であった。オフの12月16日の契約更改では6000万円減の推定年俸1億4000万円の単年契約でサインした。
2024年は2年ぶりに開幕一軍入りを果たし、4月7日の対ソフトバンク戦（楽天モバイルパーク宮城）では澤柳亮太郎から楽天移籍後初となるサヨナラ打を放った。6月4日の阪神戦（甲子園）で、初回の第1打席に村上頌樹から史上137人目となる通算1500安打を記録した。6月16日、セ・パ交流戦最終戦、楽天モバイルパーク宮城の対広島戦で、本塁打を放ち史上46人目の全球団本塁打を達成。補充選手としてオールスターゲームへの出場が予定されていた太田椋（オリックス）が怪我で出場を辞退し、開催日の前日になり、補充選手として5年ぶりにオールスターゲーム出場が決まった。

## 選手としての特徴

### 打撃
コンパクトなスイングで安打を打つバットコントロールが持ち味。ドラフト会議での指名前にスカウトから「将来はプロでも打率3割を記録できる」と評価されていた。失投を見逃さずに打つことができ、またバントもうまい。
2018年の野球雑誌に掲載された柴原洋の打撃フォーム解説には「軸足に体重を乗せた状態からのスタートで、一般的なスタンスを広げた状態から、軸足に引いてくる1つの動作を省いた鈴木選手なりの工夫」とフォームの無駄を無くす努力を評価されているが、一方で「足を地面すれすれに下ろしてから素直に踏み出せば良いところ、踏み出していく過程で徐々に右腰が上がっていき、踏み出していく過程でピッチャーの二段モーションのように、再び右足が上がってしまう」という内容の、そのフォームの悪癖を指摘するコメントが為されている。
バッターボックスではラインギリギリのベース寄りに立つため死球が非常に多く、2024年シーズン終了時点で歴代12位タイの通算135死球を記録している。

### 走塁・守備
内野手にしては守備範囲が狭いが、堅実で安定したプレーが持ち味。肩も強くはないが、一塁以外の内野で守備に就いた場合には、一塁への送球がおおむね正確である。
パ・リーグのベストナインに初めて選ばれた2013年には、遊撃手として失策数を9にとどめていた。その一方で、守備力の評価に守備範囲の広さが加味されるUZRは総じて低かった。400イニング以上出場した遊撃手を対象にデータスタジアムが算出したUZRでは、大引啓次に次ぐリーグワースト2位の-6.9を記録、DELTA算出のUZRでは-11.9を記録している。以降のシーズンでも、UZRで同様の傾向を示すことが多い。
本来のポジションは遊撃手や三塁手であるが、複数のポジションをこなせるほど器用で、二塁手として全試合スタメンに起用された2017年にはゴールデングラブ賞も受賞した。さらに、中学生時代には、捕手や外野での守備も経験。2019年には、チーム事情に応じて、一塁手、指名打者、左翼手としてもスタメンに起用されている。鈴木自身も、現役時代にNPBの一軍公式戦で投手以外の全ポジションを守った木村拓也のようなユーティリティープレイヤーを目指しているという。
本人によれば50メートル走は6秒2で、「足が遅い」という。

### その他
打席に入る際に、審判に向けて上体を45度程度傾けて挨拶を行う。本人曰くルーティンとのことである。
ドラフト会議指名後、東洋大学白山キャンパスのスカイホールにおいて行われた記者会見で、「グラウンドで全力で走ること、そして大きな声を出して練習に臨むこと、この二つは誰にも負けません。」と抱負を語っている。

## 人物
愛称は「だいち」で、「大地」という名前は、1988年ソウルオリンピックの100m背泳ぎで金メダルを獲得した鈴木大地（競泳からの引退後にスポーツ庁初代長官へ就任）にあやかって付けられた。子供の頃は病院などで「スズキダイチ」さんと呼ばれることには恥ずかしさも感じたというが、今は他人から覚えられやすく良い名前をもらったと思っていると語っている。
静岡裾野シニア時代には、遊撃手へのコンバート直後に出場した対外試合で、自身のエラーなどからチームが敗戦。試合後に当時の指導者から投げ掛けられた「おまえは史上最低のショートだ」という言葉に、悔しくて泣いたことだけをロッテへの入団後も覚えているという。
ロッテに同期で入団した藤岡貴裕、中後悠平、益田直也は全員同じ年で仲が良い。このなかで一番のシッカリ者が鈴木で、1年目のキャンプ中の宿舎では、朝の遅刻防止のため「一番早く部屋を出た人が他の3人部屋のチャイムを鳴らして起こす」という約束をしていたが、ほとんど押しているのは鈴木だったという。なお大学から同期だった藤岡については、のちに「エースの藤岡が活躍をしたことで東洋大が大きく注目され、自分もスカウトの目に留まった。藤岡がいなければ自分はプロとは縁がなかったはず」と感謝の念を語っている。
ロッテ時代の2014年シーズンから着用している背番号7は、2010年まで西岡剛が付けて3年間空き番だった。2013年12月に参加した千葉県八千代市でのサイン会&トークショーイベントでは、1週間ほど前に出演した別のイベントでファンから「西岡より活躍しないと許さない」という檄を受けたことを明かしたうえで、「背番号7の影響力の大きさを思い知った」と述懐していた。
東武百貨店船橋店で開催される選手がメニューを考案して提供する恒例イベント「2013 第9回 千葉ロッテマリーンズ期間限定メニュー「クレープ＆ワッフル プロデュース選手権」で鈴木大地考案の「大地の具だくさんワッフル」が最多注文数を獲得し優勝。12月に同店屋上イベントスペースで行われたトークショーで表彰式が行われ、考案したワッフルそっくりのオブジェがついたトロフィーが贈られた。
ロッテ時代には、ホームゲームで打席に入る際の登場曲を、FUNKY MONKEY BABYSの『告白』で通していた。2015年には、当時メンバーだったファンキー加藤との対面を果たしている。

## 詳細情報

### 年度別打撃成績
| 年 度      | 球 団      | 試 合 | 打 席 | 打 数 | 得 点 | 安 打 | 二 塁 打 | 三 塁 打 | 本 塁 打 | 塁 打 | 打 点 | 盗 塁 | 盗 塁 死 | 犠 打 | 犠 飛 | 四 球 | 敬 遠 | 死 球 | 三 振 | 併 殺 打 | 打 率 | 出 塁 率 | 長 打 率 | O P S |
| ---------- | ---------- | ----- | ----- | ----- | ----- | ----- | -------- | -------- | -------- | ----- | ----- | ----- | -------- | ----- | ----- | ----- | ----- | ----- | ----- | -------- | ----- | -------- | -------- | ----- |
| 2012       | ロッテ     | 62    | 160   | 135   | 16    | 37    | 5        | 1        | 0        | 44    | 11    | 0     | 0        | 10    | 1     | 13    | 0     | 1     | 23    | 1        | .274  | .340     | .326     | .666  |
| 2013       | ロッテ     | 144   | 551   | 481   | 54    | 127   | 20       | 11       | 5        | 184   | 50    | 2     | 4        | 14    | 6     | 38    | 2     | 12    | 66    | 8        | .264  | .330     | .383     | .712  |
| 2014       | ロッテ     | 144   | 610   | 533   | 60    | 153   | 29       | 7        | 3        | 205   | 43    | 7     | 1        | 22    | 4     | 45    | 0     | 6     | 57    | 1        | .287  | .347     | .385     | .732  |
| 2015       | ロッテ     | 142   | 564   | 487   | 60    | 128   | 24       | 4        | 6        | 178   | 50    | 1     | 5        | 24    | 3     | 47    | 1     | 3     | 58    | 10       | .263  | .330     | .366     | .695  |
| 2016       | ロッテ     | 143   | 583   | 501   | 62    | 143   | 30       | 2        | 6        | 195   | 61    | 3     | 1        | 16    | 7     | 50    | 2     | 9     | 56    | 9        | .285  | .356     | .389     | .745  |
| 2017       | ロッテ     | 143   | 588   | 508   | 56    | 132   | 27       | 5        | 11       | 202   | 52    | 6     | 5        | 3     | 4     | 55    | 1     | 18    | 85    | 7        | .260  | .350     | .398     | .748  |
| 2018       | ロッテ     | 143   | 558   | 477   | 44    | 127   | 27       | 6        | 8        | 190   | 49    | 8     | 4        | 14    | 6     | 44    | 2     | 17    | 55    | 11       | .266  | .346     | .398     | .744  |
| 2019       | ロッテ     | 140   | 614   | 527   | 76    | 152   | 34       | 4        | 15       | 239   | 68    | 3     | 1        | 13    | 2     | 56    | 0     | 16    | 75    | 11       | .288  | .373     | .454     | .826  |
| 2020       | 楽天       | 120   | 546   | 478   | 71    | 141   | 27       | 1        | 4        | 182   | 55    | 1     | 3        | 12    | 3     | 46    | 0     | 7     | 58    | 18       | .295  | .363     | .381     | .744  |
| 2021       | 楽天       | 143   | 628   | 552   | 70    | 153   | 19       | 3        | 10       | 208   | 53    | 3     | 2        | 13    | 5     | 52    | 0     | 6     | 51    | 12       | .277  | .343     | .377     | .720  |
| 2022       | 楽天       | 125   | 477   | 408   | 39    | 105   | 19       | 0        | 5        | 139   | 35    | 4     | 2        | 9     | 4     | 38    | 0     | 18    | 52    | 11       | .257  | .344     | .341     | .685  |
| 2023       | 楽天       | 101   | 292   | 250   | 25    | 61    | 9        | 1        | 5        | 87    | 27    | 0     | 2        | 7     | 2     | 24    | 0     | 9     | 36    | 6        | .244  | .330     | .348     | .678  |
| 2024       | 楽天       | 123   | 460   | 406   | 41    | 108   | 11       | 5        | 4        | 141   | 41    | 0     | 0        | 15    | 3     | 23    | 0     | 13    | 43    | 4        | .266  | .324     | .347     | .671  |
| 通算：13年 | 通算：13年 | 1673  | 6631  | 5743  | 674   | 1567  | 281      | 50       | 82       | 2194  | 595   | 38    | 30       | 172   | 50    | 531   | 8     | 135   | 715   | 109      | .273  | .346     | .382     | .728  |

- 2024年度シーズン終了時
- 各年度の太字はリーグ最高

### 年度別守備成績
内野守備
| 年 度 | 球 団  | 一塁  | 一塁  | 一塁  | 一塁  | 一塁  | 一塁     | 二塁  | 二塁  | 二塁  | 二塁  | 二塁  | 二塁     | 三塁  | 三塁  | 三塁  | 三塁  | 三塁  | 三塁     | 遊撃  | 遊撃  | 遊撃  | 遊撃  | 遊撃  | 遊撃     |
| 年 度 | 球 団  | 試 合 | 刺 殺 | 補 殺 | 失 策 | 併 殺 | 守 備 率 | 試 合 | 刺 殺 | 補 殺 | 失 策 | 併 殺 | 守 備 率 | 試 合 | 刺 殺 | 補 殺 | 失 策 | 併 殺 | 守 備 率 | 試 合 | 刺 殺 | 補 殺 | 失 策 | 併 殺 | 守 備 率 |
| ----- | ------ | ----- | ----- | ----- | ----- | ----- | -------- | ----- | ----- | ----- | ----- | ----- | -------- | ----- | ----- | ----- | ----- | ----- | -------- | ----- | ----- | ----- | ----- | ----- | -------- |
| 2012  | ロッテ | -     | -     | -     | -     | -     | -        | 17    | 29    | 44    | 1     | 6     | .986     | 23    | 15    | 20    | 0     | 1     | 1.000    | 11    | 9     | 30    | 2     | 2     | .951     |
| 2013  | ロッテ | -     | -     | -     | -     | -     | -        | 21    | 23    | 32    | 0     | 0     | 1.000    | 5     | 1     | 3     | 0     | 0     | 1.000    | 123   | 162   | 355   | 9     | 58    | .983     |
| 2014  | ロッテ | -     | -     | -     | -     | -     | -        | 51    | 97    | 127   | 1     | 24    | .996     | -     | -     | -     | -     | -     | -        | 107   | 175   | 301   | 7     | 59    | .986     |
| 2015  | ロッテ | -     | -     | -     | -     | -     | -        | -     | -     | -     | -     | -     | -        | -     | -     | -     | -     | -     | -        | 141   | 248   | 388   | 10    | 77    | .985     |
| 2016  | ロッテ | -     | -     | -     | -     | -     | -        | 6     | 8     | 10    | 0     | 2     | 1.000    | 14    | 5     | 17    | 2     | 0     | .917     | 135   | 224   | 394   | 14    | 84    | .978     |
| 2017  | ロッテ | -     | -     | -     | -     | -     | -        | 143   | 332   | 429   | 5     | 89    | .993     | -     | -     | -     | -     | -     | -        | -     | -     | -     | -     | -     | -        |
| 2018  | ロッテ | -     | -     | -     | -     | -     | -        | -     | -     | -     | -     | -     | -        | 138   | 107   | 209   | 10    | 23    | .969     | -     | -     | -     | -     | -     | -        |
| 2019  | ロッテ | 89    | 614   | 44    | 1     | 50    | .998     | 9     | 15    | 17    | 0     | 2     | 1.000    | 40    | 20    | 43    | 1     | 3     | .984     | 4     | 0     | 1     | 0     | 0     | 1.000    |
| 2020  | 楽天   | 48    | 315   | 20    | 1     | 24    | .997     | -     | -     | -     | -     | -     | -        | 88    | 62    | 117   | 4     | 10    | .978     | -     | -     | -     | -     | -     | -        |
| 2021  | 楽天   | 125   | 939   | 88    | 8     | 70    | .992     | -     | -     | -     | -     | -     | -        | 26    | 19    | 30    | 0     | 1     | 1.000    | -     | -     | -     | -     | -     | -        |
| 2022  | 楽天   | 78    | 531   | 45    | 1     | 33    | .998     | -     | -     | -     | -     | -     | -        | 55    | 32    | 88    | 3     | 5     | .976     | -     | -     | -     | -     | -     | -        |
| 2023  | 楽天   | 74    | 511   | 29    | 3     | 41    | .994     | -     | -     | -     | -     | -     | -        | 14    | 1     | 7     | 1     | 0     | .889     | -     | -     | -     | -     | -     | -        |
| 2024  | 楽天   | 76    | 557   | 41    | 0     | 65    | 1.000    | -     | -     | -     | -     | -     | -        | 40    | 19    | 48    | 3     | 7     | .957     | -     | -     | -     | -     | -     | -        |
| 通算  | 通算   | 490   | 3467  | 267   | 14    | 283   | .996     | 247   | 504   | 659   | 7     | 123   | .994     | 443   | 281   | 582   | 24    | 50    | .973     | 521   | 818   | 1469  | 42    | 280   | .982     |

外野守備
| 年 度 | 球 団  | 外野  | 外野  | 外野  | 外野  | 外野  | 外野     |
| 年 度 | 球 団  | 試 合 | 刺 殺 | 補 殺 | 失 策 | 併 殺 | 守 備 率 |
| ----- | ------ | ----- | ----- | ----- | ----- | ----- | -------- |
| 2019  | ロッテ | 9     | 8     | 0     | 0     | 0     | 1.000    |
| 通算  | 通算   | 9     | 8     | 0     | 0     | 0     | 1.000    |

- 2024年度シーズン終了時
- 各年度の太字はリーグ最高
- 太字年はゴールデングラブ賞受賞年

### 表彰
- ベストナイン：3回（遊撃手部門：2013年、2016年、三塁手部門：2020年）※2013年は中田翔、浅村栄斗と共に平成生まれ初の受賞
- ゴールデングラブ賞：2回（二塁手部門：2017年、三塁手部門：2020年）
- 月間MVP：1回（野手部門：2019年6月）
- スカパー! ドラマティック・サヨナラ賞年間大賞：1回（2019年）
- 月間サヨナラ賞：1回（2019年6月）
- セ・パ交流戦 日本生命賞：1回（2019年）
- オールスターゲーム敢闘選手賞：1回（2017年第2戦）

### 記録
初記録
- 初出場：2012年6月2日、対中日ドラゴンズ3回戦（QVCマリンフィールド）、8回裏にサブローの代走で出場[82]
- 初打席：2012年6月8日、対東京ヤクルトスワローズ3回戦（明治神宮野球場）、9回表に正田樹から右飛
- 初安打：2012年6月11日、対読売ジャイアンツ4回戦（東京ドーム）、9回表に西村健太朗から右翼二塁打[83]
- 初先発出場：2012年6月20日、対東京ヤクルトスワローズ4回戦（明治神宮野球場）、8番・二塁手で先発出場
- 初打点：2012年7月8日、対オリックス・バファローズ11回戦（QVCマリンフィールド）、5回裏に小松聖から二塁ゴロ野手選択の間に記録
- 初本塁打：2013年4月25日、対埼玉西武ライオンズ6回戦（西武ドーム）、7回表に岡本篤志から右越2ラン
- 初盗塁：2013年6月9日、対阪神タイガース4回戦（阪神甲子園球場）、6回表に二盗（投手：藤浪晋太郎、捕手：日高剛）

節目の記録
- 1000試合出場：2019年7月15日、対埼玉西武ライオンズ15回戦（メットライフドーム）、2番・一塁手で先発出場 ※史上500人目[82]
- 1000安打：2020年6月19日、対オリックス・バファローズ1回戦（京セラドーム大阪）、8回表に神戸文也から右前2点適時打 ※史上303人目[83]
- 100死球：2022年5月14日、対埼玉西武ライオンズ7回戦（ベルーナドーム）、2回表に佐藤隼輔から ※史上23人目、通算100本塁打より先に達成するのは史上初[84]
- 1500試合出場：2023年7月2日、対千葉ロッテマリーンズ10回戦（ZOZOマリンスタジアム）、7回裏から島内宏明に代わり一塁手で出場 ※史上204人目[85]
- 1500安打：2024年6月4日、対阪神1回戦（甲子園）、1回表に村上頌樹から右前安打 ※史上137人目[58]

その他の記録
- 3試合連続三塁打：2013年4月18日 - 20日 ※パ・リーグタイ記録[86]
- 3試合連続適時三塁打：同上 ※2リーグ制後初[86]
- シーズン11三塁打：2013年 ※ロッテ球団タイ記録
- オールスターゲーム出場：6回（2013年、2014年、2016年、2017年、2019年、2024年）
- 全球団から本塁打：2024年6月16日、対広島東洋カープ3回戦（楽天モバイルパーク宮城）、3回裏にアドゥワ誠から右越2ラン ※史上46人目

### 背番号
- 35（2012年 - 2013年）
- 7（2014年 - ）

### 登場曲
- 「告白」FUNKY MONKEY BABYS（2012年 - ）

## 関連情報

### 出演

#### 映画
- インクレディブル・ファミリー（2018年8月1日、ディズニー） ※声の出演[87]